# Basofilia
Per  basofilia   in campo medico, si intende una elevata concentrazione dei basofili nel sangue, superiore come concentrazione a 100 mm cubici.

## Diagnosi correlate
Un'elevata basofilia come elemento isolato è raro trovarlo in campo medico, molto più comune è l'associazione con diversi tipi di patologie come la leucemia a grandi linfociti granulari, infezioni virali, colite ulcerosa, mastocitosi e altri stati morbosi.